# Badaltey Rishtey
Badaltey Rishtey (Hindi: बदलते रिश्त badalte riśta, übersetzt: Veränderte Beziehungen) ist ein Bollywoodfilm mit Rishi Kapoor, Jeetendra und Reena Roy in einer Dreiecks-Liebesgeschichte aus dem Jahr 1978.

## Handlung
Savitri ist eine talentierte Sängerin und lebt gemeinsam mit ihrem Bruder Anoop und der Mutter in einem kleinen Haus. Um sich etwas Geld zu verdienen, gibt sie Privatunterricht bei den jeweiligen Schülerinnen. Eines Tages wird der junge Manohar auf sie aufmerksam und verliebt sich auf den ersten Blick. Seitdem umwirbt er sie und gibt sich sogar als Eierverkäufer aus, nur um ihre Nähe aufzusuchen. Doch nicht nur Manohar zeigt Interesse. Auch der Bruder einer Schülerin, Prema, verliebt sich in die hübsche Gesangslehrerin. Sein Name ist Sagar.
Eines Tages deutet der Vater ihrer besten Freundin Champa die Sterne ihrer Horoskope. Zuerst die von Anoop, den gute Geschäfte erwarten. Anschließend der Mutter, die nach einem Vorfall plötzlich erkranken wird. Und nun folgt Savitris Prophezeiung. Doch bei dem Blick auf ihr Horoskop schweigt Champas Vater. Hinterher verrät er auf Champas Bitte hin, dass Savitris Ehe nach 40 Tagen endet. Allerdings wartet eine zweite Ehe auf sie.
Mittlerweile hat sich Savitri in den charismatischen Manohar verliebt. Stattdessen hält Sagars Familie um ihre Hand an. Dies macht Savitri wütend, doch als ihre Mutter, wie es prophezeit wurde, erkrankt, stimmt sie der Heirat zu. Am Tag vor der Hochzeit gibt Champa ihr Wissen über die Sterndeutung weiter. Die Nachricht beunruhigt Savitri und sie klärt auch Sagar auf. Dieser zeigt sich aber unbeeindruckt und nimmt sie trotzdem zur Frau.
Nach der Hochzeit schreibt sie Manohar, der die ganze Zeit aufgrund einer Verletzung im Krankenhaus liegt, einen Brief und berichtet über die 40-tägige Ehe. Auf der Hochzeitsfeier von Anoop und Champa will Manohar Sagar vergiften. Bis Savitri ihn davon abhält, in dem Glauben ihr jetziger Ehemann sterbe in 40 Tagen.
Manohar unternimmt weitere aggressive Versuche, wird allerdings von Savitri stets zurückgehalten. Hier fühlt sie die erste Abneigung gegenüber Manohar, der sich verändert hat. Am 40. Tag gesteht Savitri ihre frühere Liebe zu Manohar und bittet ihn um Vergebung. Er verzeiht ihr und sie entdecken nun ihr Eheglück. Manohar lässt die beiden allein. Anschließend erfährt das Publikum, dass Manohar bewusst eine negative Seite gezeigt hatte, damit Savitri sich in Sagar verliebt. Beziehungen verändern sich (Badaltey Rishtey).

## Musik
| # | Titel                              | Sänger/in                                     |
| - | ---------------------------------- | --------------------------------------------- |
| 1 | "Yeh Duniya Ke Badaltey Rishtey"   | Kishore Kumar, Mohammad Rafi, Suman Kalyanpur |
| 2 | "Meri Sanson Ko Jo Mahka Rahi Hai" | Lata Mangeshkar, Mahendra Kapoor              |
| 3 | "Gumsum Si Khoi Khoi"              | Kishore Kumar, Anuradha Paudwal               |
| 4 | "Tum Chahe Humko Pasand Na Karo"   | Kishore Kumar, Suman Kalyanpur                |
| 5 | "Woh Woh Na Rahe"                  | Mohammad Rafi                                 |

## Auszeichnungen
Filmfare Award 1979
- Filmfare Award/Bester Schnitt an B. Prasad